# Gavin Hume
Gavin Hume (nascut el 25 de març de 1980 a Riversdale, Western Cape, Sud-àfrica) és un jugador de rugbi a 15 que juga amb l'USAP de Perpinyà, al Top 14 francès. Es va incorporar a Perpinyà el 2004 a l'equip de "Super 12 Stormers".

## En club
2004-2006 :USAP
Ha jugat 21 partits de Top 14 el 2005-06.
Ha disputat 8 partits de Copa d'Europa de rugbi a 15 amb l'USAP.